# Pete Gill
Pete Gill (Sheffield; 9 de junio de 1951) es un músico inglés conocido por ser uno de los miembros fundadores de la banda de heavy metal Saxon y por haber sido parte de Motörhead.
Inició su carrera profesional en 1976 como baterista de la banda inglesa The Glitter Band. Dos años después y junto a Biff Byford, Graham Oliver, Paul Quinn y Steve Dawson fundaron la banda de heavy metal Saxon. Permaneció en esta hasta 1981 luego que antes de iniciar la gira promocional de Denim and Leather se lastimó la mano, lo que no le permitió tocar la batería y en su reemplazo entró Nigel Glockler. Tras recuperarse de su mano ingresó posteriormente a la banda Motörhead, donde participó en los álbumes siguientes hasta 1987 cuando se retiró de la agrupación inglesa.
En 1996, se unió a los exintegrantes de Saxon, Graham Oliver y Steve Dawson para reformar Son of a Bitch donde solo permaneció hasta 1997. Desde aquel entonces se convirtió en consultor del campo musical y en gerente de eventos especiales de la organización British Heart Foundation y ha participado también como empleado de la asociación británica The Child Group.

## Discografía
| - 1979: Saxon - 1980: Wheels of Steel - 1980: Strong Arm of the Law - 1981: Denim and Leather - 1996: Victim You | - 1984: No Remorse - 1985: The Birthday Party - 1986: Orgasmatron |